# Округ Ешланд (Висконсин)
Округ Ешланд (енгл. Ashland County) је округ у америчкој савезној држави Висконсин.

## Демографија
По попису из 2010. године број становника је 16.157, што је 709 (-4,2%) становника мање него 2000. године.
| Група             | 2000.          | 2010.          |
| Белци             | 14.622 (86,7%) | 13.534 (83,8%) |
| Афроамериканци    | 36 (0,2%)      | 48 (0,3%)      |
| Азијати           | 53 (0,3%)      | 59 (0,4%)      |
| Хиспаноамериканци | 188 (1,1%)     | 302 (1,9%)     |
| Укупно            | 16.866         | 16.157         |